# Twan van Gendt
Twan van Gendt (né le 9 juin 1992 à Bois-le-Duc) est un coureur cycliste néerlandais, spécialiste du bicycle motocross (BMX). Il est notamment champion du monde de BMX en 2019.

## Biographie
Il est sélectionné pour représenter les Pays-Bas aux Jeux olympiques d'été de 2012. Il participe à l'épreuve de BMX. Lors de la manche de répartition, il réalise le troisième temps des engagés. En quarts de finale, il termine premier de sa série et se qualifie pour les demi-finales. Lors de celles-ci disputées sur trois courses, il termine successivement 5e, 2e et 1er des manches et se classe deuxième au général de sa série. Il dispute la finale, où il prend la cinquième place.
En 2023, après sa carrière professionnelle, il devient entraineur de BMX au Centre mondial du cyclisme de l'UCI, à Aigle, en Suisse.

## Palmarès en BMX

### Jeux olympiques
- Jeux olympiques de la jeunesse 2010
  - 2e de l'épreuve de BMX
  -  Médaillé de bronze par équipes

- Londres 2012
  - 5e du BMX
- Rio de Janeiro 2016
  - 5e du BMX
- Tokyo 2020
  - 16e du BMX

### Championnats du monde
- 2010
  -  Médaillé de bronze du championnat du monde de BMX juniors
- 2011
  - 27e du championnat du monde de BMX
- Heusen-Zolder 2019
  -  Champion du monde de BMX

### Coupe du monde
- 2011 : 35e
- 2012 : 3e
- 2013 : 5e
- 2014 : 3e
- 2015 : 26e
- 2016 : 18e
- 2017 : 5e, vainqueur de la manche 2 de Heusden-Zolder
- 2018 : 5e
- 2019 : 11e

### Championnats d'Europe
- 2015
  -  Champion d'Europe de BMX
- 2017
  -  Médaillé d'argent du BMX

### Jeux européens
- Bakou 2015
  -  Médaillé d'argent du BMX

### Coupe d'Europe
- 2015 : 16e du classement général, vainqueur d'une manche
- 2017 : 39e du classement général
- 2018 : 3e du classement général, vainqueur d'une manche
- 2019 : 15e du classement général

### Championnats des Pays-Bas
- 2015
  -  Champion des Pays-Bas de BMX